# Perry Miller
Pour les articles homonymes, voir Miller.
Perry Gilbert Eddy Miller (25 février 1905 – 9 décembre 1963) est un historien américain. Spécialiste d'histoire intellectuelle, ses travaux sur le puritanisme américain font autorité. Il est aussi l'un des cofondateurs des American Studies (en). Alfred Kazin  le considère maître de l'histoire intellectuelle américaine. Son ouvrage le plus célèbre, The New England Mind: The Seventeenth Century, publié en 1939, adopte une approche culturelle alors inédite dans le champ historique. 
Il remporte à titre posthume le prix Pulitzer d'histoire de 1966, pour son ouvrage The Life of the Mind in America.

## Biographie
Perry Miller est né à Chicago dans l'Illinois le 25 février 1905. Il est diplômé de l'université de Chicago, et enseigne à Harvard à partir de 1931. En 1942, Miller quitte son poste à Harvard et s'engage dans l'armée américaine ; En poste en Grande-Bretagne pendant toute la durée de la Seconde Guerre mondiale, il travaille pour le compte de l'Office of Strategic Services. Miller est plus précisément au sein de la branche dédiée à la guerre psychologique (Psychological Warfare Branch), qu'il a peut-être contribué à créer. Il réintègre Harvard après 1945.
Miller écrit des recensions et des articles dans The Nation et The American Scholar (en). En 1949, il publie une biographie de Jonathan Edwards. Son ouvrage posthume The Life of the Mind in America, publié de manière posthume, remporte le prix Pulitzer d'histoire en 1966. il s'agit du premier opus d'une série qui aurait dû en compter 10.
Miller passe une année à l'Institute for Advanced Study à Princeton, New Jersey, lauréat d'une bourse Guggenheim. Il est professeur invité pendant un an à l'université de Tokyo. 
À Harvard, il dirige de nombreuses thèses de doctorat, dont celles de Bernard Bailyn et d'Edmund Morgan.
Margaret Atwood lui dédie son ouvrage le plus célèbre,  La Servante écarlate. Elle l'avait pour mentor à Harvard,.
Il meurt le 9 décembre 1963 à Cambridge, dans le Massachusetts.

## Approche historiographique
David Hollinger, en 1968, étudie les fondements philosophiques du travail historique de Perry Miller. Il décrit ce dernier comme une tension constante entre le « conscient » et le « mécanique », et entre la « compréhension » et le « mystère ». Pour Miller, le monde mécanique est dépourvu de moralité et de but, et est incompatible avec la beauté et l'éthique. A contrario, dans le monde du conscient, la volonté de comprendre l'univers intelligible régi par des lois se confronte à la foi religieuse en un univers impossible à comprendre, et contrôlé par Dieu. Miller voit l'histoire comme un processus se construisant dans des interactions constantes entre les formes culturelles traditionnelles et le contexte immédiat. Pour Miller, la culture n'est pas seulement le produit de l'environnement, c'est aussi un agent actif dans l'interaction. La recherche historique est elle-même le produit de cette dernière. Miller rejette les thèses positivistes et relativistes de Carl Becker, s'inscrivant plutôt dans la pensée de Thomas Kuhn. Pour Miller, les faits sont l'héritage et la création de l'historien, modelés et validés par son expérience.
Les travaux de Miller sur le sentiment et les idées religieux ont influencé la manière de faire l'histoire intellectuelle. Il a aussi une influence durable sur l'historiographie du puritanisme.

## Distinctions
- 1938 : membre de l'American Antiquarian Society[12]
- Doctorats honoris causa de l'université de Syracuse et l'université du Nord-Est[13]

## Publications
- 1933. Orthodoxy in Massachusetts, 1630-1650
- 1939. The New England Mind: The Seventeenth Century
- 1949. Jonathan Edwards
- 1950. The Transcendentalists: An Anthology
- 1953. The New England Mind: From Colony to Province
- 1953. Roger Williams: His Contribution to the American Tradition
- 1954. Religion and Freedom of Thought
- 1954. American Thought: Civil War to World War I
- 1956. Errand into the Wilderness
- 1956. The American Puritans (editor)
- 1957. The American Transcendentalists: Their Prose and Poetry<
- 1957. The Raven and the Whale: Poe, Melville and the New York Literary Scene
- 1958. Consciousness in Concord: The Text of Thoreau’s Hitherto “Lost Journal”
- 1961. The Legal Mind in America: From Independence to the Civil War
- 1965. The Life of the Mind in America: From the Revolution to the Civil War
- 1967. Nature's Nation